# Brandon Rock
Pour les articles homonymes, voir Rock (homonymie).
Brandon T. Rock  (né le 8 juillet 1972 à Las Vegas) est un athlète américain, spécialiste du 800 mètres.

## Biographie
En 1995, il remporte le titre NCAA et le titre de champion des États-Unis. Sélectionné pour les championnats du monde de Göteborg, il se classe cinquième de la finale du 800 m.
Deuxième des sélections olympiques américaines de 1996, à Atlanta, derrière Johnny Gray, il établit la meilleure performance de sa carrière sur 800 m en 1 min 44 s 64. Aux Jeux olympiques de 1996, il s'incline dès les séries.

### Palmarès
| Date | Compétition           | Lieu     | Résultat | Épreuve | Performance   |
| ---- | --------------------- | -------- | -------- | ------- | ------------- |
| 1995 | Championnats du monde | Göteborg | 5e       | 800 m   | 1 min 46 s 42 |

### Records
| Épreuve | Performance   | Lieu    | Date         |
| ------- | ------------- | ------- | ------------ |
| 800 m   | 1 min 44 s 64 | Atlanta | 19 juin 1996 |